# 熊嚴
熊嚴（？—前828年），羋姓，熊氏，名嚴，熊勇之弟。主要活動於荊山（今南漳西北）及其西周，有子四人，長子伯霜，中子仲雪，次子叔堪，少子季徇。熊嚴十年（前828年）卒，長子伯霜代立，是為熊霜。
| 前任： 兄熊勇 | 楚國君主 前838年-前828年 | 繼任： 子熊霜 |